# Дэвис, Роджер (футболист)
Роджер Дэвис (англ. Roger Davies, род. 25 октября 1950, Вулвергемптон, Стаффордшир) — английский футболист, форвард, который играл на профессиональном уровне в Англии, Бельгии и США. В настоящее время он комментирует матчи «Дерби Каунти» по радио.

## Биография
Дэвис родился и вырос в Вулверхэмптоне, где и играл в футбол с самого раннего возраста. Когда ему было пятнадцать лет, он бросил школу и стал учеником в инженерной компании. Тем не менее, он продолжал играть в футбол в свободное время, проводя до трёх-четырёх игр в неделю. Когда ему исполнилось восемнадцать лет, он присоединился к «Бриджнорт Таун», команда сама недавно присоединилась к любительской футбольной комбинации Мидлэнда. Дэвис провёл три сезона с «Бриджнорт». Летом 1971 года он подписал контракт с «Вустер Сити» из Южной футбольной лиги. Он выступал достаточно хорошо, чтобы привлечь внимание тренера «Дерби Каунти», который выкупил контракт Дэвиса за £ 12000 в сентябре 1971 года. Он провёл сезон 1971/72 с резервами «Дерби Каунти» в Центральной лиге, где выиграл турнир. «Дерби» затем сдал в аренду Дэвиса в «Престон Норт Энд» в начале сезона 1972/73. Он дебютировал в составе «Престона» 26 августа 1972 года. После двух матчей за «Престон» он вернулся в «Дерби», где начал попадать в заявку первой команды. В 1973 году он сыграл за «Дерби Каунти» в третьем раунде кубка Англии, переигровке с «Тоттенхэм Хотспур». К восьмидесятой минуте «Тоттенхэм» вёл со счётом 3:1, но их уверенность в продвижении в следующий раунд пошатнулась, когда Дэвис сделал дубль в течение десяти минут, чтобы спасти игру. Он сделал хет-трик в дополнительное время, и «Дерби» обыграл «Тоттенхэм» со счётом 5:3. В 1975 году Дэвис и его товарищи по команде, в том числе Алан Хинтон, который позднее сыграл большую роль в его будущей карьере, завоевали чемпионский титул.
В августе 1976 года Дэвис перешёл в команду из чемпионата Бельгии, «Брюгге», за £ 135000. Он провёл чуть больше года с «Брюгге», став игроком года Бельгии в 1977 году и победителем чемпионата страны. В декабре 1977 года он вернулся в Англию, подписав контракт с «Лестер Сити». Весной 1979 года Алан Хинтон, на то время уже тренер «Талса Рафнекс» в Североамериканской футбольной лиге, пригласил Дэвиса переехать в Соединённые Штаты. Он провёл лето с «Талса», страдая от травм, однако сыграл в двадцати двух матчах и забил восемь голов.
Осенью 1979 года Дэвис вернулся в Англию, где воссоединился с «Дерби Каунти». К тому времени «Дерби» пережил спад в середине 1970-х годов и был понижен в классе в конце сезона. В то время как Дэвис был в Англии, Хинтон был нанят, чтобы тренировать «Сиэтл Саундерс». 14 декабря 1979 года он потребовал у менеджеров «Саундерс» покупку Дэвиса. В 1980 году Дэвис вернулся в Штаты, где подписал контракт с «Саундерс». Тот сезон был одним из лучших в карьере Дэвиса. Он забил двадцать пять голов в двадцати девяти играх и был признан самым лучшим игроком лиги, по итогам голосования других игроков лиги. Дэвис сыграл два сезона в Сиэтле, прежде чем перешёл в «Форт-Лодердейл Страйкерс». Он сыграл восемнадцать матчей в 1983 году, забив три гола и покинул лигу, чтобы вернуться в Англию. В 1983 году он подписал контракт с «Дарлингтоном» из Четвёртого дивизиона Футбольной лиги после короткого пребывания в «Бернли». Он сыграл всего десять матчей с «Дарлингтоном» до перехода в «Гризли Роверс» из региональной Лиги Уэст-Мидлендса в феврале 1984 года. В течение ближайших двух с половиной лет он сыграл семьдесят матчей за «Гризли» и забил одиннадцать голов. В июне 1984 года он также взял на себя ответственность за управление командой. В ноябре 1985 года «Гризли» распустил Дэвиса и четырёх других игроков, которые сразу перешли в «Стапенхилл» из Лестерширской старшей лиги.
Хотя в настоящее время Дэвис напрямую не занимается футболом, он продолжает посвящать себя игре как радио-комментатор игр «Дерби Каунти».